# Paramonacanthus tricuspis
Paramonacanthus tricuspis es una especie de peces de la familia Monacanthidae en el orden de los Tetraodontiformes.

## Morfología
- Los machos pueden llegar alcanzar los 10 cm de longitud total.
- Número de  vértebras: 19.[1][2]

## Hábitat
Es un pez de mar y de clima tropical y demersal que vive entre 6-7 m de profundidad.

## Distribución geográfica
Se encuentra desde la India hasta la costa occidental de Tailandia.

## Observaciones
Es inofensivo para los humanos.